# 啟業巴士總站
啟業巴士總站（英語：Kai Yip Bus Terminus）位於香港九龍觀塘區九龍灣宏照道旁，啟業邨啟賢樓側，供公共巴士使用。

## 簡介
啟業巴士總站於1983年1月開始啟用，位於九龍灣北部住宅區內，總站以車坑形式設計，有四條車坑供停放巴士之用，巴士停泊時車頭朝向南方。現時主要為附近麗晶花園、啟業邨及啟泰苑的居民和學生服務。巴士總站外的宏照道上有一個以啟業邨命名的巴士站，令所有途經宏照道的巴士路線也有足夠停站空間。

### 使用狀況
由於啟業邨在觀塘道的交通服務選擇繁多，且路線較直接，再加上宏照道至太子道東彩虹交匯處的行人通道啟用，啟業邨、啟泰苑及麗晶花園的居民寧可步行較遠路程，也不願在巴士總站候車，令總站使用量偏低。啟業巴士總站現時共有7條巴士路線使用，其中2條只設中途站。

## 總站路線資料

### 九龍巴士24線
- 啟業 ↺ 旺角

途經麗晶花園、啟德、聖德肋撒醫院、新世紀廣場、旺角女人街、九龍醫院及香港眼科醫院。

### 九龍巴士74A線
- 太和 ↔ 啟業

1982年10月18日投入服務，初時往來大元邨及觀塘碼頭，1985年2月15日大埔區總站由大元邨遷往大埔中心，1990年2月10日總站延長至太和。由2012年2月18日起觀塘碼頭總站搬遷至本站。途經大埔公路、大涌橋路、獅子山隧道、龍翔道、九龍灣商貿區。

### 九龍巴士224X線
- 啟業 ↺ 尖沙咀東（早上及下午繁忙時間服務）

途經麗晶花園、九龍灣國際展貿中心、紅磡漆咸道北、尖沙咀東部、尖沙咀栢麗大道及港鐵佐敦站。

### 過海隧道巴士108線
- 九龍灣（啟業） ↔ 寶馬山

途經麗晶花園、啟德新發展區、九龍城、土瓜灣、海底隧道、銅鑼灣及大坑。

### 過海隧道巴士108R線
- 會展站/香港大球場 → 啟業

### 過海隧道巴士R108線
- 啟業→ 銅鑼灣（維園正門）

### 過海隧道巴士606X線
- 啟業 → 小西灣（藍灣半島）

於2013年12月16日配合過海隧道巴士606線服務重組而投入服務，由九巴及城巴聯合營運，途經牛頭角站、觀塘市中心、藍田站、東區海底隧道、東區走廊、筲箕灣及柴灣，只於平日上午07:45及08:10提供服務，另於星期一至五下午18:20及18:32提供服務。

## 途經宏照道（啟業邨）巴士站路線資料

### 九龍巴士5D線
- 德福花園 ↺ 紅磡

途經啟德、新蒲崗、九龍城、土瓜灣和紅磡等地。

### 九龍巴士13X線
- 寶達 ↔ 尖沙咀東（平日非繁忙時間及假日全日途經）

途經秀茂坪邨、曉麗苑、基督教聯合醫院、樂華邨、淘大花園、麗晶花園、國際展貿中心、紅磡 (漆咸道北)、佐敦道、尖沙咀。

### 九龍巴士15A線
- 平田 ↔ 慈雲山（北）

途經慈愛苑、慈民邨、慈樂邨、鳳德道、彩虹道、彩虹邨、麗晶花園、啟業邨、九龍灣商貿區、創紀之城、港鐵觀塘站、匯景花園、康田苑、康逸苑及藍田邨。

### 城巴22線
- 啟德郵輪碼頭 ↔ 九龍塘（又一城）

途經香港兒童醫院、九龍灣商貿區、啟晴邨、德朗邨、新蒲崗、九龍城、九龍塘。

### 城巴22M線
- 啟德郵輪碼頭 ↺ 土瓜灣

途經香港兒童醫院、九龍灣商貿區、啟德站、啟晴邨、德朗邨、新蒲崗、九龍城。

### 九龍巴士28B線
- 彩福 ↔ 啟德（啟晴邨）

此路線於2013年3月28日投入服務，途經啟晴邨、彩德邨、彩盈邨、樂華邨、康寧道公園、和樂邨、裕民坊、牛頭角及九龍灣。

### 城巴78C線
- 粉嶺皇后山 ↔ 啟德

由城巴營運的一條路線，提供皇后山、軍地及馬尾下經龍山隧道、吐露港公路、大老山隧道及觀塘繞道往來牛頭角、觀塘市中心及九龍灣商貿區的巴士服務，於2023年8月19日起投入服務 ，只在星期六、日及公眾假期全日提供服務。

### 城巴78X線
- 粉嶺皇后山 ↔ 啟德

由城巴營運的一條路線，提供皇后山、軍地及馬尾下經龍山隧道、吐露港公路、大老山隧道及觀塘繞道往來觀塘商貿區及九龍灣商貿區的巴士服務，於2021年11月30日起投入服務，只在星期一至五全日提供服務。

### 過海隧道巴士107線
- 華貴 ↔ 九龍灣

途經麗晶花園、九龍城、土瓜灣、海底隊道、銅鑼灣、香港仔隧道、黃竹坑、香港仔、田灣。

### 過海隧道巴士608線
- 九龍城（盛德街） ↔ 筲箕灣

途經西灣河、康山、鰂魚涌、北角、九龍灣、啟業邨、麗晶花園、啟德及土瓜灣。

### 過海隧道巴士608P線
- 小西灣（藍灣半島） ↔ 啟德

途經杏花邨、筲箕灣、西灣河、九龍灣、啟業邨及麗晶花園。

### 過海隧道巴士641線
- 啟德（啟晴邨） ↔ 中環（港澳碼頭）

途經麗晶花園、九龍灣商貿區、觀塘市中心、藍田站、東區海底隧道、告士打道。

### 九龍巴士N213線
- 尖沙咀東（麼地道） → 安泰（西）

## 途經宏照道（啟業邨）小巴站路線資料

### 九龍區專線小巴87線
- 油塘（鯉魚門邨） ↺ 九龍灣（麗晶花園）

## 過往路線
- 九龍巴士13E線
- 九龍巴士15P線
- 九龍巴士24K線
- 九龍巴士24X線
- 過海隧道巴士606P線

## 車坑分佈
| 車坑分佈（以入口最左邊起計） | 車坑分佈（以入口最左邊起計） | 車坑分佈（以入口最左邊起計）                                                                        |
| 車坑編號                     | 車坑數目                     | 路線                                                                                                |
| ---------------------------- | ---------------------------- | --------------------------------------------------------------------------------------------------- |
| 1                            | 單坑                         | 九龍巴士224X線                                                                                      |
| 2                            | 單坑                         | 九龍巴士74A線                                                                                       |
| 3                            | 單坑                         | 九龍巴士24線                                                                                        |
| 4                            | 雙坑                         | 過海隧道巴士108線                                                                                   |
| 5                            | 出口                         | 九龍巴士5D、13X、15A、28B、N213線 城巴22、22M、78X線 專線小巴87線 過海隧道巴士107、608、608P、641線 |

## 鄰近地方
- 啟業邨
- 啟業商場
- 啟泰苑
- 啟業社區會堂
- 坪石邨
- 彩福邨
- 彩德邨
- 彩盈邨
- 得寶花園
- 德福花園
- 德福廣場
- 牛頭角市政大廈
- 牛頭角政府合署
- 牛頭角公園
- 淘大花園
- 淘大商場
- 牛頭角上邨
- 東九文化中心
- 牛頭角下邨
- 振華苑
- 安基苑
- 彩霞道休憩處
- 佐敦谷泳池
- 佐敦谷遊樂場
- 彩霞邨
- 彩頤居
- 麗晶花園
- 九龍灣健康中心
- 天主教柏德學校
- 仁濟醫院羅陳楚思中學
- 佛教慈敬小學
- 啟晴邨
- 德朗邨
- 晴朗商場
- 啟德1號
- 天寰
- 嘉匯
- 嘉峯匯
- 龍譽
- 嘉和園
- 利基大廈
- 皓日
- OASIS KAI TAK
- 啟朗苑
- 尚‧珒溋
- 煥然壹居
- 機電工程署總部大樓
- 九龍灣健康中心
- 九龍灣公園
- 九龍灣運動場
- 九龍灣體育館
- 香港輔助警察隊總部
- 太豐匯
- 宏天廣場
- 啟德體育園
- 都會公園 (香港)
- 宏業邨 (興建中)
- 泰峯 (啟德大廈重建項目)